# Larvivora ruficeps
Larvivora ruficeps là một loài chim trong họ Muscicapidae.